# Samentrekbare ruimte
In de topologie, een deelgebied van de wiskunde, zegt men dat een topologische ruimte X een samentrekbare ruimte is als de  identiteitsafbeelding op X een null-homotopie is, dat wil zeggen als de ruimte homotopisch is met enige constante afbeelding. Intuïtief is een samentrekbare ruimte een ruimte die continu kan worden gekrompen tot een punt.
Een samentrekbare ruimte is er precies een met het homotopietype van een punt. Hieruit volgt dat alle homotopiegroepen van een samentrekbare ruimte triviaal zijn. Daarom kan geen enkele ruimte met een niet triviale homotopiegroep samentrekbaar zijn. Op gelijksoortige wijze zijn, aangezien een singuliere homologie een homotopie-invariant is, de gereduceerde homologiegroepen van een samentrekbare ruimte alle triviaal